# مدرسة فيينا الوضعية
مدرسة ڤيينا الوضعية The Positivistic Vienna School من مدارس الفسلفة. اشتهرت باسم «جماعة ڤيينا» أو «حلقة ڤيينا» Vienna Circle. وقد عُرفت وجهات النظر الفلسفية لها باسم «التجريبية المنطقية» Logical Empiricism، وفيما بعد باسم «الوضعية المنطقية» Logical Positivism. وكانت تضم علماء في تخصصات: الفيزياء والرياضيات والفلسفة وعلم النفس والاقتصاد وعلم الاجتماع. كونها ((موريتس شليك)) Moritz Schlick حينما كان يشغل منصب أستاذ الفلسفة بجامعة ڤيينا. في بادئ الأمر كان المشاركون الأساسيون عبارة عن مجموعة من طلاب البحث المتحمسين الذين اعتادوا في عام 1907 على الالتقاء كل ليلة خميس لمناقشة مشكلات العلم والفلسفة. ثلاثة من هؤلاء الطلاب كانوا يعملون في مجالات مختلفة، هم ((فيليب فرانك)) Philipp Frank الذي كان يعمل في الفيزياء، و ((هانز هان)) Hans Hahn الذي كان يعمل في الرياضيات، و ((أوتو نيوراث)) Otto Neurath الذي كان يعمل في الاقتصاد. وجدوا هؤلاء الطلاب نقطة التقاء شغف فلسفة العلم التي جمعت بينهم في ذلك المقهىٰ القديم في ڤيينا، وسرعان ما توسعت هذه المجموعة لتضم كبار العلماء من مختلف المجالات العلمية والفلسفية.

## أفكارها
جمعت جماعة متميزة من العلماء وكانوا يجتمعون للنقاش وتبادل الآراء حول تحليل لفظة مما يرد في علوم الطبيعة والرياضة. في عام 1929 نشرت جماعة ڤيينا بياناً رسمياً بعنوان (التصور العلمي للعالم)، وقائمة تضم أسماء أعضائها الذين أصبح عددهم أربعة عشر عضواً وأسماء المؤيدين لها، كما نشرت ايضاً قائمة شرفية تضم «أبرز من قدموا تصورات علمية عن العالم» اشتملت على ألبرت أينشتاين، وبرتراند رسل، ولودفيش فيتغنشتاين. وفي عام 1930 أصدرت هذه الجماعة مجلة فلسفية تعرض أفكار أعضائها، بالإضافة إلى انتشار كتبهم ورسائلهم، وعقدوا مؤتمراً في 1930 جاء موضوعه عن «نظرية المعرفة منظوراً إليها من زاوية العلوم المضبوطة»، وعقدوا مؤتمراً آخر سنة 1935 «الاتجاه العام: التنوير والنظرة النقدية» وكانت تسعى إلى:
- جعل الفلسفة علمية الطابع، وتتخلص مما احتوته من ألفاظ خالية المعنى ويطبق عليها ما يطبق على العلم من دقة وصراحة.
- جعل الفلسفة قاصرة على تحليل قضايا العلوم مزودة في ذلك بالمنطق الرمزي.
- جعل الفلسفة تعنى بطريقة بناء العلوم من حيث القواعد المنطقية
- يرون أن المعرفة لا تكون إلا بالمعطيات الحسية أو صور الذاكرة أو الأفكار المتخيلة أو التصورات الرياضية عن الظواهر التجريدية.

وقد كان برتراند رسل له تأثير على جماعة ڤيينا فيما يتعلق بالنزعة المنطقية في الرياضيات، واهتمامهم بمنهج الاستقراء.
ثورة الفيزياء الحديثة
من البديهي أن تكون الأفكار التي احدثتها ثورة الفيزياء الحديثة موضع جدل وتفاعل قوي بين من اشتغلوا بالعلم في تلك الفترة، ولاسيما وجهات النظر الفلسفية لجماعة ڤيينا حول تلك الثورة وما كرست من وقت لمناقشة تلك المشكلات التصورية للفيزياء الحديثة حتى أصبحت من المواضيع الرئيسية لها: طبيعة المكان والزمان في النسبية، وتناقض ميكانيكا الكم مع المفهوم السائد عن الطبيعة.

## أبرز علمائها
كان شليك محور هذه الجماعة وإن لم يكن القمة الوحيدة فيها، بل للجميع حق الحديث والتعليق وحق الاختلاف في وجهة النظر. وكان برتراند رسل الأب الروحي للحركة. وقوامها طائفة من طلاب شليك وفريق من رجال الفكر والعلم الذين يميلون إلى الفلسفة:
- موريتس شليك.
- فيليب فرانك.
- هانز هان.
- أوتو نيوراث.
- فريدرش فايزمان.
- فيليكس كاوفمان.
- كورت جودل.
- رودولف كارناب.
- فيكتور كرافت.

كان لودفيش فيتغنشتاين على صلة بالجماعة وإن لم يحضر اجتماعاتها، وكذلك كان كارل بوبر يحضر جانباً من اجتماعاتها مع أنه كان معارضاً لأغلب آرائها. حتى أن ألبرت أينشتاين كان على صلة بها عن طريق المراسلات.

## نهايتها
تطور الأحداث السياسية قبل الحرب العالمية الأولى وفي التحديد عام 1934 ادى إلى تفكك الجماعة تدريجياً، حيث أن «التصور العلمي للعالم» لجماعة ڤيينا بدأ يتخذ من النزعة العلمية موقف هجومي على كل النظريات العنصرية. حتى أصبح اغتيال مؤسسها ((شليك)) في عام 1936 سبباً في تشتتها.